# برفک‌ماهی آرام شمالی
برفک‌ماهی آرام شمالی (به انگلیسی: North Pacific frostfish) (نام علمی: Benthodesmus pacificus) نام گونه‌ای از تیره ماهی یال‌اسبی است.